# Richard Steinmetz
Richard Augustinius Steinmetz (* 9. August 1930 in Eger; † 21. Februar 2016 in Cottbus) war ein deutscher Bergbauingenieur und Hochschullehrer.

## Leben
Steinmetz legte 1951 in an der Arbeiter-und-Bauern-Fakultät in Freiberg das Abitur ab. Er studierte anschließend Bergbau-Tagebau an der Bergakademie Freiberg und erwarb 1956 das Diplom. Danach arbeitete er im Braunkohlenwerk „John Schehr“ Laubusch, zunächst als Assistent in der Tagebauleitung Scado, später als Tagebautechnologe und stellvertretender Tagebauleiter. Von 1958 bis 1959 wirkte er als Abraumbetriebsleiter und von 1959 bis 1961 als Tagebauleiter im Tagebau Bluno. 1961 wechselte er an die VVB Braunkohle Senftenberg, wo er ab 1962 die Abteilung Technologie leitete. Im Jahr 1964 wurde er an der Bergakademie Freiberg zum Dr.-Ing. promoviert.
1975 verlieh ihm die Bergakademie Freiberg die Lehrbefähigung für das Fachgebiet Tagebautechnik. Im Folgejahr wurde er Hochschuldozent, und 1977 absolvierte er die Promotion B, die 1991 als Habilitation anerkannt wurde. Im Jahr 1978 berief ihn die Bergakademie zum ordentlichen Professor für Entwurfsprozesse und Tagebauprojektierung. Von 1980 bis 1986 war er Prodekan der Fakultät für Technische Wissenschaften und von 1985 bis 1990 stellvertretender Direktor der Sektion Geotechnik und Bergbau. Von 1990 bis 1991 leitete er den Wissenschaftsbereich Tagebau. Ab 1991 wirkte er am neu gegründeten Institut für Tagebau, zwischen 1992 und 1995 war er Professor für Bergbau-Tagebau.
Am 21. Februar 2016 verstarb er in Cottbus.

## Ehrungen
- Ehrendoktor der Universität Petroșani (1995)[1]

## Veröffentlichungen (Auswahl)
- Probleme beim Betrieb von Förderbrücken mit mehr als einem angeschlossenen Gewinnungsgerät. Dissertation, Bergakademie Freiberg, 1964
- Untersuchungen zur Intensivierung der Braunkohlengewinnung durch Weiterentwicklung der Technologien mit kürzestem Förderweg. Dissertation B, Bergakademie Freiberg, 1977
- (mit Hermann Mahler): Tagebauprojektierung. Deutscher Verlag für Grundstoffindustrie Leipzig, 1987, ISBN 978-3-342-00206-2